# Heinrich Kaspar Schmid
Heinrich Kaspar Schmid (Landau an der Isar, 11 settembre 1874 – Geiselbullach, 8 gennaio 1953) è stato un compositore e direttore d'orchestra tedesco.

## Biografia
Ha studiato musica dapprima sotto la guida del padre, insegnante di musica, e dopo aver cantato per diversi anni nel coro per ragazzi a Ratisbona è entrato all'Accademia di Monaco, dove è stato allievo di Ludwig Thuille.
È stato insegnante nel Conservatorio Odeon di Atene, negli anni che vanno dal 1902 al 1905.
Dal 1905 al 1921 ha insegnato composizione e pianoforte all'Accademia musicale di Monaco di Baviera, mentre nel triennio seguente ha assunto la direzione del Conservatorio di Karlsruhe.
Dopo la seconda guerra mondiale raggiunse l'apice del successo che gli ha aperto le porte ad una torunee europea.
Negli anni successivi si è trasferito a Augusta con lo stesso incarico.
I suoi brani risentirono maggiormente del tardo-romanticismo piuttosto che delle nuove correnti del XX secolo. Brahms, in particolar modo, è stato il compositore che ha esercitato una influenza sullo stile di Schmid, come appare evidente nelle sonate per violino e pianoforte e nel suo lavoro più riuscito, la Sinfonia in D minore (1947). Il compositore si distinse anche per il recupero e la valorizzazione di musica folk bavarese.
Tra le altre sue composizioni, si annoverano: lieder, pezzi per pianoforte, trio per pianoforte e archi.

## Opere principali
- Tongedichte per quintetto di fiati & piano, Op 34, musica da camera, 1920
- Salon Polka, Op 161, 1920
- Quintetto per fiati in Si maggiore, Op. 28, musica da camera, 1920
- Sonata per viola & piano in F maggiore, Op. 111, musica da camera, 1941
- Sonata per flauto & piano in La maggiore, Op. 106, musica da camera, 1941
- Marsch des Regiments "Jung Bornstedt", 1941

- Trio per clarinetto, viola & piano in Re minore, Op. 114, musica da camera, 1944
- Coburger Josias-Marsch, 1944
- Turmmusik, Op 105b, 1944
- Capriccio per flauto & piano in La minore, Op. 34/5, musica da camera, 1944
- Allegretto per clarinetto & piano in Si maggiore, Op. 34/2, musica da camera, 1944
- Alt Wiener Tanz, 1944
- So viel Stern am Himmel stehen, per piano, 1944

## Onorificenze
- 1902: Königswarter Ehrenpreis für Komposition (premio onorario Königswarter per composizione)
- Ehrenbürger von Landau a. d. Isar (cittadinanza onoraria di Landau an der Isar)
- Ehrenbürger von Geiselbullach (cittadinanza onoraria di Geiselbullach)